# Выборы папы римского (1268–1271)

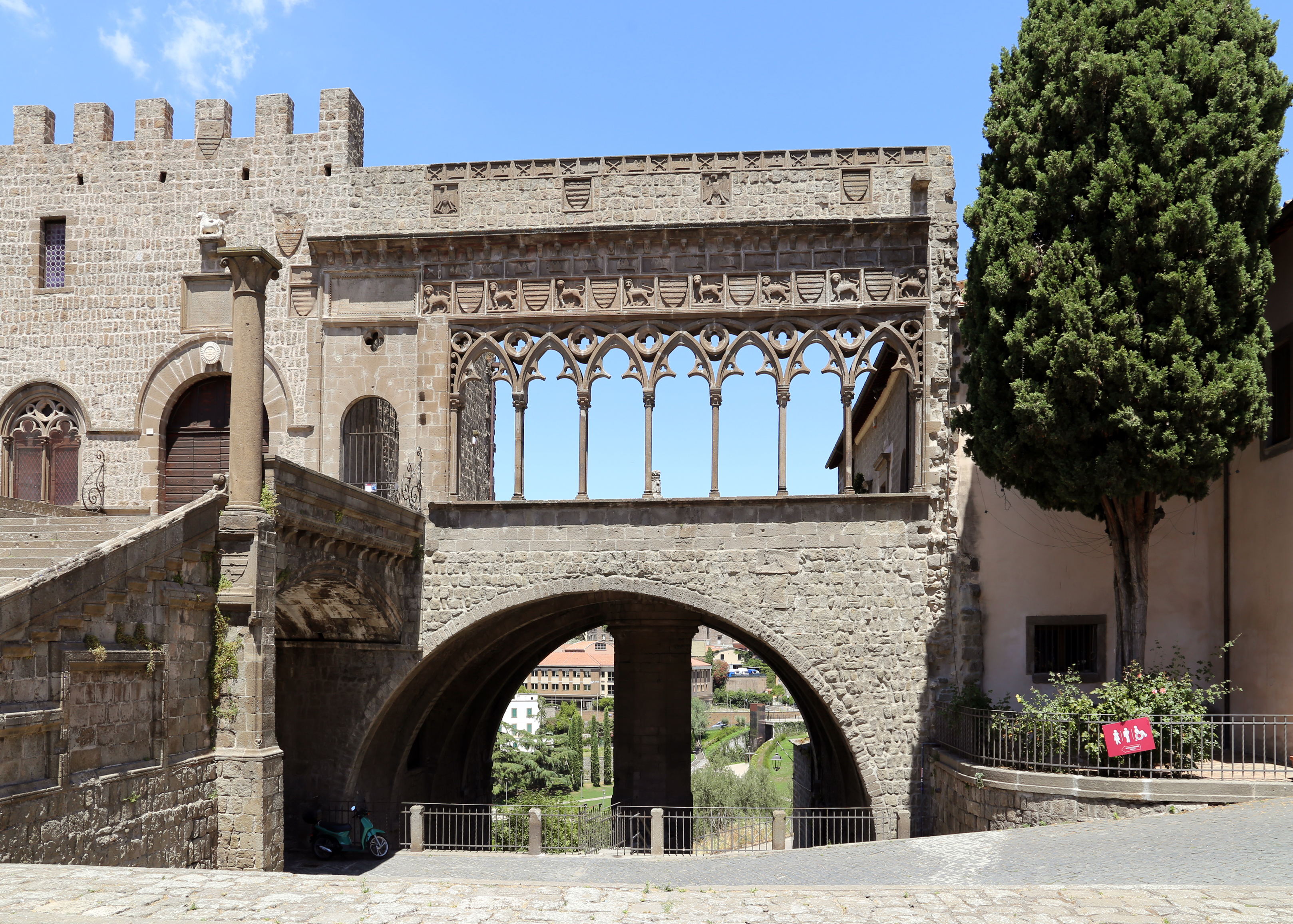
Лоджия Епископского дворца (ныне Папский дворец) в Витербо, где происходили выборы и чья крыша была разобрана горожанами с целью подтолкнуть выбирающих к какому-либо решению

Выборы папы римского в 1268—1271 годах — происходили в Епископском дворце (ныне Папский дворец) в Витербо и продолжались почти три года, с 29 ноября 1268 года по 1 сентября 1271 года. По итогам выборов новым папой стал Григорий X. Эти выборы стали самым долгим периодом «вакантного престола» (Sede Vacante) в истории католической церкви.
На момент смерти Климента IV в Священной коллегии было 20 кардиналов, 19 из них, за исключением сопровождавшего французского короля в VIII крестовом походе Родольфа Альбанского, участвовали в выборах. Двое из них (венгр Иштван Банча и итальянец Джордано Пиронти) в процессе умерли.
Выборы также стали примером прямого насилия местных властей и простых граждан над кардиналами с целью добиться от них какого-либо решения. По установленной традиции принимающая сторона оплачивала проживание и иные нужды избирающих на всё время выборов за счёт дополнительных налогов с населения. Поэтому в конце концов разъярённые горожане при поддержке городских властей заперли всех кардиналов в лоджии дворца и запретили покидать её до конца выборов. Дополнительно с лоджии была снята крыша, так что кардиналам приходилось жить либо под открытым небом, либо в самодельных палатках. Лишь после этого в течение недели между враждующими фракциями был найден компромисс.
Наученный подобным опытом, новый папа Григорий X уже в 1274 году издал апостольскую конституцию «Ubi periculum» («Где опасность»). Ею прежний вольный порядок выборов кардиналами заменялся выборами конклавом (от лат. cum clave — с ключом, под ключом). Иногда в списки конклавов включают и сами выборы 1268—1271 годов. Это верно в физическом плане (запертого на ключ помещения), но неверно исторически.